# Постольське сільське поселення
Посто́льське сільське поселення — муніципальне утворення в складі Малопургинського району Удмуртії, Росія. Адміністративний центр — присілок Міндерево.
Населення — 1729 осіб (2015; 1693 в 2012, 1706 в 2010).
До складу поселення входять такі населені пункти:
| Населений пункт       | Населення, осіб (2010) | Населення, осіб (2012) |
| --------------------- | ---------------------- | ---------------------- |
| Вішур, присілок       | 46                     | 45                     |
| Дома 8 км, починок    | 6                      | 6                      |
| Кечур, присілок       | 288                    | 287                    |
| Мала Бодья, присілок  | 312                    | 309                    |
| Міндерево, присілок   | 752                    | 750                    |
| Постольський, починок | 302                    | 296                    |

В поселенні діють 3 школи — школа-сад (Міндерево) та 2 початкові (Кечур, Мала Бодья), садочок (Кечур), 2 фельдшерсько-акушерських пункти, 2 клуби, бібліотека.
Серед промислових підприємств працюють ТОВ ПСФ «Постольський», РДС «Юськи», ТОВ «Придорожний комплекс», ТОВ «Елегія» та ТОВ «Малопургинський».